# Osterkopf (Usseln)

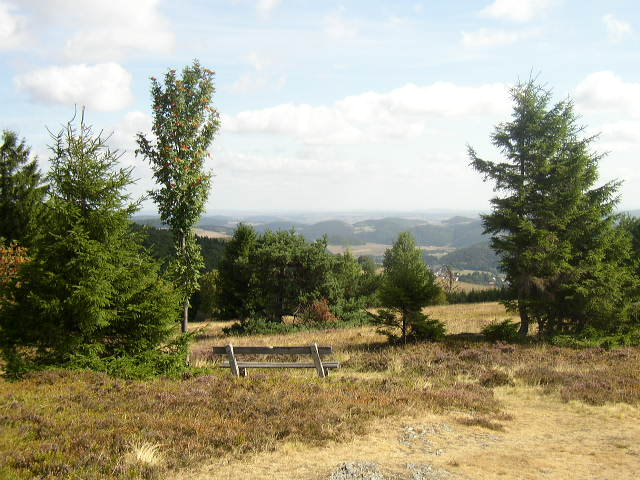
Blick vom Osterkopf in Richtung Kasseler Berge (nach Osten)

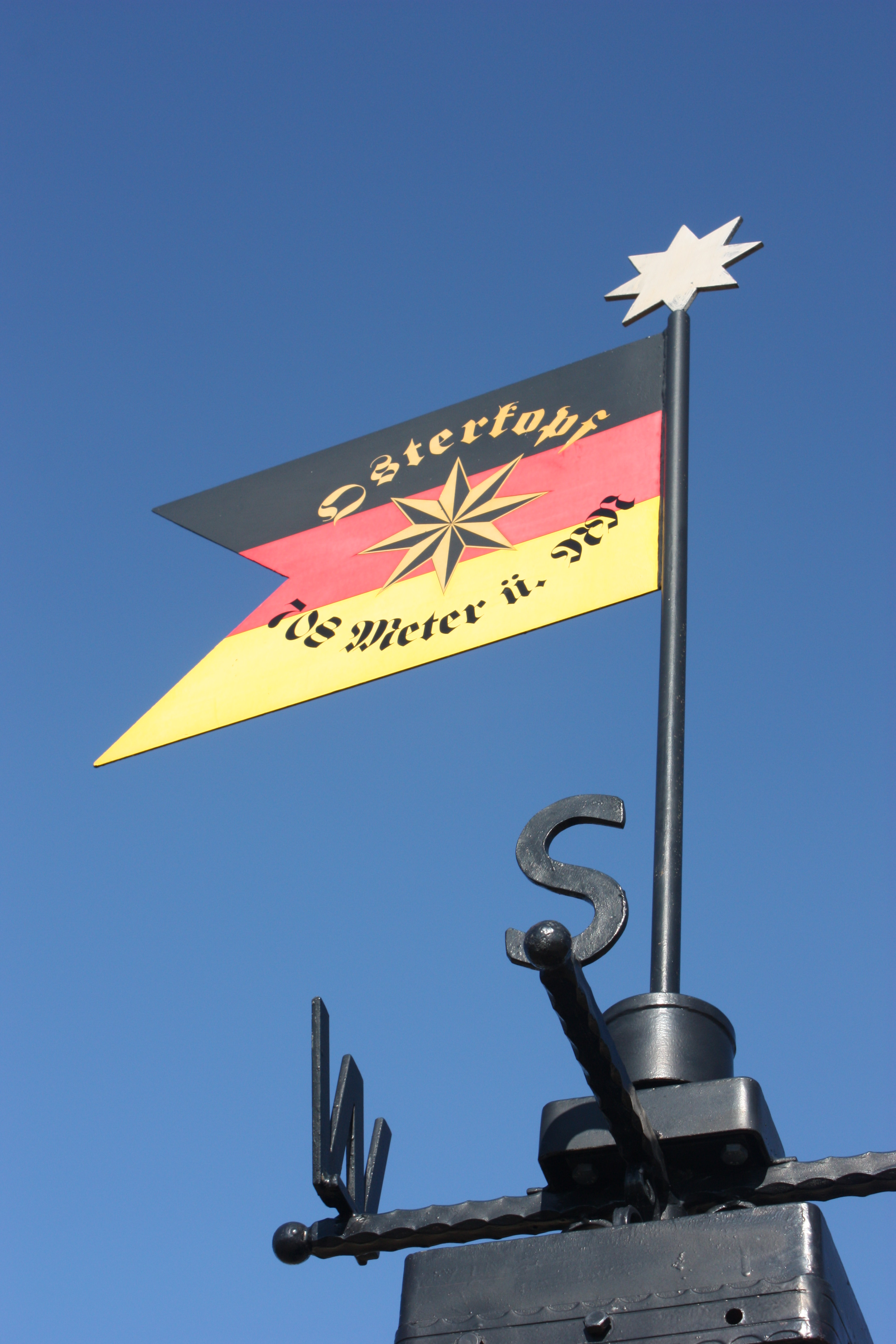
Gipfelfahne auf dem Osterkopf

Der Osterkopf bei Usseln nordhessischen Landkreis Waldeck-Frankenberg ist ein 708,5 m ü. NHN hoher Berg im Rothaargebirge und Upland. Seine Hochlagen sind von einzigartiger Hochheidelandschaft geprägt und stehen unter Naturschutz.

## Geographie

### Lage
Der Osterkopf liegt im Nordwestteil von Nordhessen in den Nordostausläufern des Rothaargebirges im Naturpark Diemelsee. Er erhebt sich nördlich von Usseln (östlicher Ortsteil von Willingen) und südlich der Sähre, als dessen Südausläufer der Osterkopf gilt. Westlich vorbei fließt ein Oberlaufabschnitt der Diemel und nordöstlich deren kleiner Zufluss Mülmecke. Südlich vorbei verläuft durch Usseln die Bundesstraße 251, von der man auf Nebenstraßen zur Süd- und Südostflanke des Osterkopfs gelangen kann; von dort ist sein Gipfel auf Wegen und Pfaden zu erreichen.

### Naturräumliche Zuordnung
Der Osterkopf gehört in der naturräumlichen Haupteinheitengruppe Süderbergland (Nr. 33), in der Haupteinheit Rothaargebirge (mit Hochsauerland) (333) und in der Untereinheit Upland (333.9) zum Naturraum Inneres Upland (333.90).

### Wasserscheide
Über den Osterkopf verläuft die Diemel-Eder/Fulda/Weser-Wasserscheide: Das Wasser aller kurzen Bäche, die nach Nordosten fließen, erreicht über die Mülmecke und Diemel die Weser und das Wasser der Fließgewässer, die nach Osten verlaufen, mündet über Neerdar und Wilde Aa („Aar“), Orke, Eder und Fulda in die Weser.

## Entstehung und Entwicklung des Osterkopfs
Der Osterkopf ist ein isoliert stehender Bergkegel im Klimabezirk Nordwestdeutschland und im Klimabereich des Hochsauerlands. Das Wetter wird hier durch südwestliche und nordwestliche feuchte Meeresluftmassen bestimmt. Ein großer Teil der Luftfeuchte regnet sich zwar schon an den westlich vorgelagerten Höhenzügen des Sauerlandes ab, die mittleren Jahresniederschläge sind trotzdem mit 1.100 bis 1.350 mm sehr hoch. Die Höhenlage erklärt die vielen Niederschläge, deren Hauptanteil im Winter fällt. Bis zu 100 Tage im Jahr ist der Boden mit Schnee bedeckt. Durch das freie Gelände vor der Nordwestseite des Berges werden die Windgeschwindigkeiten so verstärkt, dass der Wind die Vegetation kurzhält und sogar Teile der Humusdecke mit abträgt. Im Winter treiben bei starkem Frost Sturmböen die Eiskristalle über die Heide, so dass der Bewuchs ständig ausgedünnt wird und Bedingungen wie in den skandinavischen Tundren vorherrschen. Die mittlere Jahrestemperatur liegt hier nur bei 6 °C – ein Wert, den man auch in Südskandinavien findet. An rund 50 Tagen im Jahr ist der Osterkopf von Hochnebel verhangen. Biologen gehen davon aus, dass der Nordwesthang des Osterkopfs schon seit der letzten Eiszeit eine „Windheide“ war, also aus zeitlicher Sicht der ursprüngliche Zustand und Bewuchs weitgehend erhalten ist. 
Insbesondere das Vorkommen des Alpenbärlapps, der hier noch eines seiner wenigen Verbreitungsgebiete hat, spricht für eine seit der eis- und nacheiszeitlichen Tundrenzeit Mitteleuropas andauernde Waldfreiheit dieser Teile des Osterkopfs. Die anderen Bereiche des Berges mögen früher lichte Buchenwälder gewesen sein, wobei die Buche in dieser Höhe in den Mittelgebirgen bereits an ihre Verbreitungsgrenze stößt. Der Brennholzbedarf führte hier jedoch früh zu Rodungen. Im Hochmittelalter wurde anscheinend bis hinauf zur Kuppe Ackerbau betrieben. Nach der Aufgabe dieser Nutzung konnte sich die Heide vom Nordwesthang über den gesamten Berg ausbreiten. 
Da im Upland kaum genug Stroh als Stallstreu zur Verfügung stand, wurden weite Teile der Heideflächen in den folgenden Jahrhunderten geplaggt, das heißt die oberste Schicht des Bodens wurde mit dem Bewuchs in „Frasen“ abgehackt und nach der Trocknung in die Ställe gefahren. Diese Flächen wurden erst nach zwei Jahren zaghaft von Flechten, Moosen und Gräsern wieder bewachsen, nach drei Jahren kam die Preiselbeere, die etwa bis zum 20. Jahr nach dem Plaggen blieb. In der nun folgenden Zeit setzte sich mehr und mehr wieder der ursprüngliche Heidebewuchs durch und erst dann konnte diese Stelle wieder geplaggt werden. Dadurch verjüngte sich die Hochheide auch an den Stellen, die nicht wie die Windheide am Nordwesthang dem ständigen Abschliff durch das Wetter ausgesetzt waren, ständig. 
Nach dem Zweiten Weltkrieg wurde diese Nutzung der Heide jedoch bald aufgegeben. In den folgenden Jahrzehnten wich die Heide auf dem Osterkopf mehr und mehr zurück. Es kam nicht mehr zur Verjüngung der Heideflächen; an den Stellen, die nicht voll dem Windeinfluss ausgesetzt waren, setzten sich vielfach die Heidelbeersträucher durch; die Heide selber wuchs höher, sie verbuschte, der Bewuchs erneuerte sich nicht. Hinzu kam die Ansiedlung von Fichten und Kiefern, die durch Samenflug aus benachbarten aufgeforsteten Geländen auf die Heideflächen kamen. Fichten und Kiefern wurden im Sauerland erst ab der zweiten Hälfte des 18. Jahrhunderts angepflanzt und sind keine ursprünglich vorkommenden heimischen Gehölze. Sie sind aber den Buchen an extremen Standorten überlegen, so dass sie sich auf den Heideflächen verbreiten konnten, als durch das fehlende ständige Plaggen die jungen Bäume nicht mehr einer regelmäßigen Entfernung unterlagen. 
Besonders die Ostseite des Berges verwandelte sich in kurzer Zeit in einen Kiefernwald mit Heideresten. Erst zu Anfang der 1970er Jahre erwachte das Bewusstsein für die Einmaligkeit der vorhandenen Heideflächen und ihrer Flora in der Usselner Bevölkerung, wobei die Anstöße dazu sicherlich zu großen Teilen von außerhalb kamen. 
So machten Biologen und Pflanzenspezialisten in Führungen und Vorträgen vor Ort auf die Besonderheiten der Heide aufmerksam. Auch auf die Möglichkeit des weiteren Zurückweichens der Heidefläche wurde hingewiesen. 1976 gab es Pläne, Teile des Osterkopfs direkt unterhalb der Kuppe in großem Stil mit Fichten aufzuforsten. Durch den nach Meinung vieler einmaligen Wert der kahlen Usselner Bergkuppen wurden diese Pläne gekippt. Ein weiterer Grund war, dass die ursprünglich nicht heimische Fichte fast jeden Berg von Lüdenscheid im Westen, von der Soester Börde im Norden bis zum Thüringer- und Frankenwald im Osten und Süden bedeckte.
1978 begannen auf den Heideflächen Pflegemaßnahmen, durchgeführt von einheimischen Mitgliedern des Sauerländischen Gebirgsvereins mit fachlicher Unterstützung des Naturschutzringes Nordhessen. Kiefern und Fichten wurden nach für nach in weiten Teilen besonders des östlichen Gipfelbereichs gefällt und an Ort und Stelle verbrannt. Erstmals seit dem Zweiten Weltkrieg konnte der Baumbewuchs wieder zurückgedrängt werden. Gleichzeitig wurde von der Abteilung Usseln des Sauerländischen Gebirgsvereins und überörtlicher Gremien die Ausweisung eines Naturschutzgebiets auf dem Osterkopf vorangetrieben. Dies führte zum Erfolg: Am 7. Januar 1982 wurde per Verordnung des Regierungsbezirks Kassel das Naturschutzgebiet Osterkopf bei Usseln (siehe Abschnitt Schutzgebiete) ausgewiesen. Seitdem ist die Heide vor Aufforstungen sicher.
Zentrale Frage aber war und blieb weiterhin, ob und wie die Heideflächen in ihrer Substanz und Ausdehnung erhalten werden können. Es spielten nämlich neben der Überwachsung durch standortfremde Baumarten und die fehlende Verjüngung der Heide durch Streunutzung andere Gründe für die Vergrasung und Überalterung der Heidepflanzen eine Rolle. Vielleicht war auch der Schadstoffeintrag durch Niederschläge für die fehlende Widerstandskraft der Gewächse verantwortlich.
Im Jahr 1986 wurde schließlich ein Pflegeplan im Auftrag der oberen Naturschutzbehörde erstellt, der folgende Maßnahmen zur Diskussion stellte: Abplaggen per Hand oder maschinell, Abschieben der Streuauflage, Mähen mit dem Kreiselmäher, leichtes Fräsen, kontrolliertes Brennen, Beweidung und Mahd. Eine Kombination dieser Maßnahmen sollte das Hauptziel, einen Nährstoffaustrag, bewirken. Es sollte also eine Humusbildung durch Verrotten der Altsubstanz verhindert werden. Allerdings spricht der Pflegeplan von fehlenden oder wenigen Erfahrungen und Untersuchungsergebnissen von früheren Einsätzen dieser Erhaltungsmaßnahmen. Auf den Versuchsflächen des Sauerländischen Gebirgsvereins am Kahlen Pön, auf denen 1975 sechs Parzellen unterschiedlich behandelt wurden, die sich noch 2003 in ihrem Bewuchs von der Umgebung absetzten, hatte das traditionelle Abplaggen der Heide den größten Erfolg gehabt. Letztendlich sollte am Osterkopf aber durch Zusammenwirken all dieser Pflegemaßnahmen ein Erhalt und eine Ausdehnung der Heideflächen erreicht werden. 
In den vergangenen Jahren wurden in weiten Teilen des Naturschutzgebiets am Osterkopf der Baum- und Strauchbewuchs schrittweise entfernt, wobei einzelne Wetterbäume, für die Heide typische Krüppelkiefern mit ihren vom Westwind zerzausten Ästen, und Wacholderbüsche belassen wurden. An einigen Stellen wurde die ganze obere Humusschicht abgetragen. In gewissen Abständen erfolgte die Beweidung durch Schafherden, die sich besonders auch auf die angrenzenden Magerrasen erstreckte. Besonders im nordwestlichen Bereich der Heide wurde dem Westwind wieder uneingeschränkt Zutritt zur Bergkuppe gewährt, indem vorgelagerte Schonungen abgeholzt wurden.
Mittlerweile ist bemerkbar, dass sich das Gesamtbild verändert hat, dem Rückgang der Heideflächen wurde Einhalt geboten, der Osterkopf präsentiert sich wieder als weitgehend kahle Bergkuppe mit einzelnen typischen Bäumen. Bei genauer Betrachtung lässt sich feststellen, dass sich die Heidepflanzen teilweise wieder auf den freigelegten Flächen ansiedeln.

## Schutzgebiete
Auf den Hochlagen des Osterkopfs liegt das Naturschutzgebiet Osterkopf bei Usseln (CDDA-Nr. 82295; 1982 ausgewiesen; 35 ha groß), das flächengleich auch als Fauna-Flora-Habitat-Gebiet Osterkopf bei Usseln (FFH-Nr. 4718-301) ausgewiesen ist.

## Aussichtsmöglichkeiten
Vom Gipfel des fast vollständig unbewaldeten Osterkopfs lässt sich die Aussicht nicht nur über Teile des Waldeckischen Uplands, sondern auch über solche des Naturparks Diemelsee genießen. Bei sehr guten Sichtbedingungen kann man den Brocken im Harz sehen.